# Christmas Comes But Once a Year
Christmas Comes But Once a Year este un film de Crăciun american din 1936. Este un film de animație, un scurtmetraj produs de Fleischer Studios și lansat la 4 decembrie 1936 de Paramount Pictures. Este parte a seriei Color Classics. Animațiile au fost realizate de Seymour Kneitel și William Henning. În acest scurt animat Grampy reface vechi jucării și aduce bucurie de Crăciun la un orfelinat.

## Prezentare
Într-un orfelinat, în dimineața de Crăciun, toți orfanii sar din pat și merg spre sală, cântând melodia Christmas Comes But Once a Year. Aceștia își iau jucăriile din ciorapii lor și se pregătesc să se joace cu ele. Cu toate acestea, ei descoperă că jucăriile sunt folosite și se dezmembrează atunci când încearcă să se joace cu ele.
Între timp, profesorul Grampy merge pe afară prin zăpadă la bordul saniei sale cu motor, cântând melodia din titlu. Curând aude plânsetele din interiorul orfelinatului, așa că oprește sania aruncând o ancoră, se duce la ușă și privește prin fereastra pentru a vedea orfanii plângând încă în hohote cum se întorc înapoi în dormitorul lor. Grampy este descurajat și începe să se gândească la o modalitate de a oferi orfanilor un Crăciun mai bun. El își pune pe cap un "bec de gândire" și în scurt timp, acesta se aprinde, ceea ce înseamnă că profesorul  Grampy are o idee. El se strecoară prin fereastra de la bucătărie și începe să fabrice jucării noi din aparatele de uz casnic și alte accesorii de bucătărie.
În cele din urmă, se îmbracă ca Moș Crăciun (cu burlanele îndoite ca niște cizme, o față roșie de masă ca haină, o pernă pentru burtă, o pungă roșie pe post de căciulă etc.) și ia un clopoțel din care sună pentru a chema orfanii strigând "Crăciun fericit, tuturor!" Orfanii se trezesc instantaneu grăbiți și emoționați să se joace cu noile jucării. Grampy completează scena de sărbătoare realizând un pom de Crăciun din umbrele verzi. Grampy decorează pomul și-l așează lângă un fonograf, adună toți orfanii împreună pentru a cânta melodia Christmas Comes But Once a Year pentru ultima dată. În timpul cântecului, un timbru gigant din 1936 de Crăciun apare pe ecran, timbru pe care este desenat un Moș Crăciun cu un mesaj de urări de sărbători.  

## Producție
Orfanii au fost cu toții animați pe baza unui șablon cu unul dintre ei, cel al cărui soldat de jucărie cade din șosetă. Scurtmetrajul a fost regizat de Dave Fleischer, iar Jack Mercer interpretează vocea lui Grampy. Împreună cu multe alte animații Color Classics, Christmas Comes But Once a Year este astăzi în domeniul public. Pe diferite copii video ale filmului, acesta este distribuit împreună cu Hector's Hectic Life și alte câteva producții Famous Studios, inclusiv Snow Foolin'. Anumite înregistrări cuprind și Jack Frost, un desen animat din 1934 produs de Ub Iwerks și lansat de Celebrity Productions.

## Distribuție
- Mae Questel - orfanii (nem.)
- Jack Mercer - Grampy (nem.)

## Versuri
Christmas comes but once a year 

Now it's here, now it's here 

Bringing lots of joy and cheer 

Tra la la la la
You and me and he and she 

And we are glad because 

because because because 

There is a Santa Claus
Christmas comes but once a year 

Now it's here, now it's here 

Bringing lots of joy and cheer 

Tra la la la la